# Couronne (panserskib)
Det franske panserskib Couronne blev bestilt samme dag som La Gloire, men var af en mere avanceret konstruktion, fordi det var bestemt til at blive verdens første jernbyggede panserskib. I Storbritannien fik man imidlertid nys om sagen, og i kraft af den britiske værftsindustris formåen lykkedes det at færdigbygge Warrior et halvt år før Couronne, på trods af, at det var blevet bestilt mere end et år senere. På den måde fik Warrior berømmelsen som det første panserskib, der var bygget af jern. Navnet Couronne betyder "krone".

## Tjeneste
Couronne fik sit artilleri udskiftet flere gange, i takt med at det stod klart, at 16-cm kanonerne var ret virkningsløse mod panser. I 1881-85 blev det ombygget til artilleri-skoleskib. Ombygningen var omfattende og betød blandt andet, at alt panseret blev fjernet, så skibet kom til at ligne et dampdrevet linjeskib. Takket være jernkonstruktionen var der mange års tjeneste tilbage i Couronne, og det var skoleskib helt frem til 1910. Derefter blev maskineri og udrustning fjernet, og skibet henlå i den forfatning frem til ophugningen i 1932.